# Спароне
Спароне (італ. Sparone, п'єм. Sparon) — муніципалітет в Італії, у регіоні П'ємонт,  метрополійне місто Турин.
Спароне розташоване на відстані близько 560 км на північний захід від Рима, 45 км на північ від Турина.
Населення — 1026 осіб (2014).
Щорічний фестиваль відбувається 25 липня. Покровитель — San Giacomo Apostolo.

## Демографія
Населення за роками:

Станом на 1 січня 2023 року в муніципалітеті офіційно проживали 62 іноземці з 7 країн, серед них 30 громадян країн Євросоюзу та 3 громадяни України.

## Сусідні муніципалітети
- Альпетте
- Каніскьо
- Коріо
- Форно-Канавезе
- Інгрія
- Локана
- Понт-Канавезе
- Пратільйоне
- Рибордоне
- Ронко-Канавезе